# Дівоча могила
Дівоча могила — високий курган у Болгарії. Розташований у 25 верстах від м. Єлена. На початку грудня 1877 турецька бригада зайняла позиції у Дівочої могили. Очевидно, ворог хотів заночувати там, бо війська приступили до будівництва теплих приміщень, влаштував телеграф, пекарню тощо. 25 грудня російський загін, очолюваний полковником Красовським, атакував передову противника. Оволодівши ними після бою, наблизився до Дівочої могили, готуючись до штурму на наступний день. Не дочекавшись нападу, вороги відступили.